# Ben-Hur Ferreira
Ben-Hur Ferreira, (Campo Grande, 11 de janeiro de 1964) é um advogado, filósofo, professor e político brasileiro, outrora  deputado federal por Mato Grosso do Sul.

## Dados biográficos
Filho de Eurídio Ferreira e Izolita Pereira Ferreira. Advogado e filósofo graduado pela Universidade Católica Dom Bosco com pós-graduação em Filosofia e História da Educação na mesma instituição em 1987 e mestrado em Direito Constitucional pela Pontifícia Universidade Católica de São Paulo em 1993. Filiado ao PT em 1988, elegeu-se vereador em Campo Grande em 1992 e deputado estadual em 1994. Candidato a vice-prefeito da capital sul-mato-grossense na chapa de Zeca do PT em 1996, foram derrotados pela chapa liderada por André Puccinelli e Oswaldo Possari. Eleito deputado federal em 1998, licenciou-se para assumir a Secretaria de Educação no mandato de Zeca do PT como governador de Mato Grosso do Sul.
Filiado ao PSDB desde 2005, assumiu a presidência da seção estadual do Instituto Teotônio Vilela em 2009.
Autor da Lei 10.639 de 2003, que tornou obrigatório o ensino da história e da cultura afro-brasileiras nas escolas públicas e privadas do Brasil. A lei proposta por Ben-Hur e Esther Grossi, é um dos marcos na conquista dos negros que passaram a ter sua história e cultura, gloriosas, inseridas nos currículos escolares.